# Great Whelnetham
Great Whelnetham is een plaats en civil parish in het bestuurlijke gebied St. Edmundsbury, in het Engelse graafschap Suffolk met 820 inwoners.